# رموز وأكواد المطارات العربية
قائمة بالمطارات الدولية الرئيسية والمخصصة للطيران المدني في الدول العربية.

## اكواد الاياتا
تعد اكواد ورموز الاياتا جزءاً لا يتجزأ من صناعة السفر وهي ضرورية لتحديد الخطوط الجوية والوجهات ووثائق المرور الخاصة بها، كما انها ضرورية للتشغيل السلس لمئات التطبيقات الاليكترونية التي تم بناؤها حول انظمة الترميز هذه لاغراض نقل الركاب والبضائع.

تستخدم هذه الاكواد في عملية الحجز باكملها ومهمة جدا لاتمام عملية حجز واصدار تذاكر الطيران باستخدام أنظمة الحجز المختلفة مثل نظام اماديوس، جاليليو، أو سيبر. فعلى سبيل المثال إذا كان هناك عملية حجز تذاكر سفر من مصر إلى روسيا (موسكو) فسيقوم مسئول الحجز باستخدام اكواد المطار وهنا مطار العاصمة الادارية الجديدة (CCE) والموجود في  القاهرة (CAI) الموجود في دولة مصر (EG) واختيار شركة مصر للطيران للرحلة وتحمل كود (MS) وتتجه إلى مطار شيريميتييفو الدولي (SVO) والموجود في مدينة موسكو (MOW) الموجود في دولة روسيا وتحمل كود (RU)

### اكواد شركات الطيران
يتعين على شركات الطيران تخصيص كود معين لدى الاياتا لتستخدم في الحجز والجداول الزمنية والاتصالات السلكية واللاسلكية وحجز التذاكر ووثائق الشحن واغراض تجارية وتتكون من حرفين
توفر خدمة بحث اكواد شركات الطيران في ايجى سكاى امكانية معرفة بلد المنشأ للشركة والموقع الإلكتروني لها كما يمكنك ادخال اسم الدولة ليظهر لك جميع شركات الطيران داخل أي دولة بكل سهولة.

### اكواد المدن
لكل مدينة في كل دولة من دول العالم كود يتكون من ثلاثة أحرف فقط مثل الإسكندرية ALY

### اكواد المطارات
وهي تعتبر من أهم الاكواد والرموز وهي تتكون من ثلاثة احرف مثل مطار القاهرة الدولى CAI

### اكواد الدول
كل دولة لها كود خاص بها مكون من حرفين فقط

## خدمة اكواد ايجى سكاى
تقدم ايجى سكاى خدمة اكواد الاياتا من خلال عملية بحث بسيطة عن طريق الاسم أو الكود أو الدولة وبخاصية الاستكمال التلقائى من أول حرف وظهور النتائج فوراً لاستخدامها في انظمة الحجز العالمية
| الدولة    | العاصمة | المطار                          | لمدينة        | الكود |
| --------- | ------- | ------------------------------- | ------------- | ----- |
| الأردن    | عمان    | مطار الملكة علياء الدولي        | عمان          | AMM   |
| الإمارات  | أبوظبي  | مطار أبوظبي الدولي              | أبوظبي        | AUH   |
| الإمارات  | أبوظبي  | مطار دبي الدولي                 | دبي           | DXB   |
| البحرين   | المنامة | مطار البحرين الدولي             | المحرق        | BAH   |
| تونس      | تونس    | مطار تونس قرطاج الدولي          | تونس          | TUN   |
| الجزائر   | الجزائر | مطار هواري بومدين الدولي        | الجزائر       | ALG   |
| الجزائر   | الجزائر | مطار سطيف الدولي                | سطيف          | QSF   |
| الجزائر   | الجزائر | مطار أحمد بن بلة الدولي         | وهران         | ORN   |
| الجزائر   | الجزائر | مطار محمد بوضياف الدولي         | قسنطينة       | CZL   |
| الجزائر   | الجزائر | مطار رابح بيطاط الدولي          | عنابة         | AAE   |
| الجزائر   | الجزائر | مطار مصطفى بن بولعيد الدولي     | باتنة         | BLJ   |
| الجزائر   | الجزائر | مطار مصالي الحاج الدولي         | تلمسان        | TLM   |
| الجزائر   | الجزائر | مطار فرحات عباس الدولي          | جيجل          | GJL   |
| الجزائر   | الجزائر | مطار عبان رمضان الدولي          | بجاية         | BJA   |
| الجزائر   | الجزائر | مطار مفدي زكريا الدولي          | غرداية        | GHA   |
| الجزائر   | الجزائر | مطار أبو بكر بلقايد الدولي      | الشلف         | QAS   |
| الجزائر   | الجزائر | مطار سكيكدة الدولي              | سكيكدة        | SKI   |
| الجزائر   | الجزائر | مطار مستغانم الدولي             | مستغانم       | MQV   |
| الجزائر   | الجزائر | مطار غليزان الدولي              | غليزان        | QZN   |
| الجزائر   | الجزائر | مطار الجلفة الدولي              | الجلفة        | QDJ   |
| جيبوتي    | جيبوتي  | مطار جيبوتي أمبولي الدولي       | جيبوتي        | JIB   |
| السعودية  | الرياض  | مطار الملك خالد الدولي          | الرياض        | OERK  |
| السعودية  | الرياض  | مطار الملك عبد العزيز الدولي    | جدة           | JED   |
| السودان   | الخرطوم | مطار الخرطوم الدولي             | الخرطوم       | KRT   |
| سوريا     | دمشق    | مطار دمشق الدولي                | دمشق          | DAM   |
| الصومال   | مقديشو  | مطار آدم عدي الدولي             | مقديشو        | MGQ   |
| العراق    | بغداد   | مطار بغداد الدولي               | بغداد         | BGW   |
| عمان      | مسقط    | مطار مسقط الدولي                | مسقط          | MCT   |
| فلسطين    | القدس   | مطار ياسر عرفات الدولي          | غزة           | GZA   |
| قطر       | الدوحة  | مطار الدوحة الدولي              | الدوحة        | DOH   |
| جزر القمر | موروني  | مطار الأمير سعيد إبراهيم الدولي | موروني        | HAH   |
| الكويت    | الكويت  | مطار الكويت الدولي              | الكويت        | KWI   |
| لبنان     | بيروت   | مطار رفيق الحريري الدولي        | بيروت         | BEY   |
| ليبيا     | طرابلس  | طار طرابلس الدولي               | طرابلس        | TIP   |
| مصر       | القاهرة | مطار القاهرة الدولي             | القاهرة       | CAI   |
| مصر       | القاهرة | مطار الإسكندرية الدولي          | الإسكندرية    | ALY   |
| المغرب    | الرباط  | مطار محمد الخامس الدولي         | الدار البيضاء | CMN   |
| موريتانيا | نواكشوط | مطار نواكشوط الدولي             | نواكشوط       | NKC   |
| اليمن     | صنعاء   | مطار صنعاء الدولي               | صنعاء         | SAH   |
| مصر       | سوهاج   | مطار سوهاج الدولي               | سوهاج         | HMB   |